# Rue Guillaume-Apollinaire (Lille)
Pour les articles homonymes, voir Rue Guillaume-Apollinaire.
La rue Guillaume-Apollinaire anciennement « rue d'Aboukir » est une rue de Lille, dans le Nord, en France. 

Cette voie du quartier de Wazemmes part de la Rue de l'Abbé Aerts où se trouve la Mairie de quartier de Wazemmes, et débouche sur la Caisse primaire d'assurance maladie de Lille-Douai, Rue d'Iéna (Lille). Cette rue donne accès à la "Place des Poètes".

## Origine du nom
Elle porte le nom du poète et écrivain français Guillaume Apollinaire (1880-1918).

## Bâtiments remarquables et lieux de mémoire
- Maison folie de Wazemmes
- Salle des sports Montebello